# Anatole Devosge
Anatole Devosge (Digione, 13 gennaio 1770 – Digione, 8 dicembre 1850) è stato un pittore francese.

## Biografia
Suo padre, il pittore François Devosge, era sia insegnante che direttore dell'Accademia di pittura e scultura di Digione. Seguendo le sue orme, Anatole Devosge fu anche pittore e disegnatore. Dopo aver studiato con il padre alle Beaux-Arts di Digione, il padre lo mandò a Parigi nel 1788, dove fu allievo di Jacques-Louis David. Anatole Devosge si iscrisse anche all'École des Beaux-Arts di Parigi, dove partecipò a diversi concorsi. Anche Pierre Paul Prud'hon si trovava a Parigi in quel periodo e prese il giovane Devosge, figlio del suo maestro, sotto la sua ala protettiva e condivise con lui il suo studio parigino.
Anatole Devosge tornò quasi certamente a Digione dal 1790, ma tornò nella capitale intorno al 1793, quando fu incaricato da David di disegnare Le Peletier de Saint-Fargeau sul letto di morte, sul modello del dipinto perduto del maestro. L'insegnamento di David ebbe un impatto considerevole sullo stile di Anatole Devosge, e le sue opere fino alla fine della sua carriera mostrano forti influenze del maestro parigino.
Anatole Devosge iniziò ad insegnare alle Beaux-Arts di Digione all'inizio del XIX secolo. Si recò poi a Roma tra il 1803 e il 1806, dove dipinse Le Dévouement de Cimon, fils de Miltiade, una delle sue opere più famose. Questo grande dipinto fu esposto al Salon del 1806, dove fu molto apprezzato. Devosge ricevette anche una medaglia dall'imperatore Napoleone nel 1807 per il suo dipinto. Quest'opera testimonia l'educazione che Anatole ricevette da David.
Alla morte del padre nel 1811, Anatole Devosge divenne a sua volta direttore della Scuola di Belle Arti di Digione fino alla sua morte. Tra i suoi studenti alla scuola c'erano i pittori Sophie Rude e Jean-Baptiste Arnout. Nel 1843 viene decorato della Legion d'onore.
L'artista ha lasciato in eredità al Museo di Belle Arti di Digione un'ampia collezione di opere, tra cui disegni, stampe e incisioni di o sul modello dei maestri, oltre a un gran numero di disegni di suo padre François Devosge e di lui stesso, nonché dei loro allievi della scuola. Anatole ha anche lasciato in eredità al museo la sua biblioteca di oltre 600 volumi. Oltre a questo importante lascito al museo, il pittore lasciò alla città la somma di 15.000 franchi da utilizzare per istituire una pensione triennale di 750 franchi, assegnata a uno studente della scuola a seguito di un concorso di disegno basato su un modello dal vivo. Quest'ultimo atto di Anatole Devosge dimostra fino a che punto, come suo padre, si impegnò nella sua missione di preside, aiutando i giovani studenti borgognoni con un'attitudine per le arti, sia attraverso l'insegnamento che finanziariamente.

## Opere nelle collezioni pubbliche
- Digione, museo delle belle arti :
  - Aglaurus tormentato dalla curiosità;
  - Anacreonte canta le sue poesie;
  - Ferito salvato da una donna;
  - La Dedica di Cimone, Salon del 1806;
  - Rapimento di Deianira;
  - Ercole e Filone;
  - L'educazione di Camille;
  - La morte di Abele;
  - Il Martirio di San Lorenzo;
  - Le Peletier de Saint-Fargeau sul letto di morte, da Jacques-Louis David, disegno;
  - Ritratto di Charles de Cosse, conte di Br'i'ssac;
  - Resurrezione di Cristo;
  - Resurrezione di un bambino;
  - La predicazione di San Giovanni;
  - Un vescovo permanente in piedi;
  - Un santo martire;
  - Una caccia al leone;
  - Vertumno e Pomona;
  - Un francese che si sacrifica per la patria, partecipa al concorso del II anno.